# Sceliphrinae
Sous-famille
Synonymes
- Pelopoeinae
- Lutifera

Les Sceliphrinae sont une sous-famille d'insectes hyménoptères de la famille des Sphecidae.
Selon BioLib (26 décembre 2021), elle se divise en quatre tribus dont une fossile :
- Podiini de Saussure, 1892
- †Protosceliphrini Antropov, 2014
- Sceliphrini Ashmead, 1899
- Stangeellini Bohart & Menke, 1976